# Trichosilia geniculata
Trichosilia geniculata là một loài bướm đêm trong họ Noctuidae.